# Louis Licherie
Louis Licherie, známý rovněž jako Licherie de Beurie (6. července 1629 – 3. prosince 1687), byl francouzský barokní malíř a rytec, který se specializoval na biblické a historické výjevy.

## Životopis
Původně byl žákem Louise Boullogna. V roce 1666 začal pracovat v dílně Charlese Le Bruna, který se zasloužil o všechny dekorace vytvořené za vlády krále Ludvíka XIV. Následující rok byl jmenován ředitelem školy kreslení a designu v Manufacture des Gobelins. Tuto pozici zastával až do roku 1670.
V roce 1679 se stal členem Académie royale de peinture et de sculpture.
Mnoho z jeho děl bylo vytvořeno pro náboženské instituce, zejména pro kostel Saint-Germain-l'Auxerrois. Jeho díla lze spatřit v Louvru, Musée des beaux-arts de Nantes, Musée des beaux-arts de Rouen a v mnoha dalších muzeích ve Francii.